# Tricheopteryx florissantensis
Tricheopteryx florissantensis is een fossiele soort schietmot uit de familie Limnephilidae.